# .nz
.nz ist die länderspezifische Top-Level-Domain (ccTLD) des Staates Neuseeland. Diese Top-Level-Domain wurde am 19. Januar 1987 eingeführt. Technisch verwaltet wird sie auf sieben Servern vom Unternehmen InternetNZ Registry Services mit Sitz in Wellington.

## Eigenschaften
Insgesamt darf eine .nz-Domain zwischen drei und 63 Zeichen lang sein und nur alphanumerische Zeichen beinhalten. Die Vergabestelle unterstützt zwar seit dem 6. April 2010 grundsätzlich die Verwendung von Sonderzeichen, jedoch wurde die Funktion von vielen Domain-Registraren noch nicht implementiert. Nach Bestellung einer neuen Domain dauert es in der Regel zwischen acht Tagen und zwei Wochen, bis diese erfolgreich konnektiert ist. Damit arbeitet die Vergabestelle im Vergleich zur Konkurrenz vergleichsweise langsam – beispielsweise ist eine .de-Domain häufig bereits nach wenigen Stunden erreichbar.
Zunächst wurden Adressen nur auf dritter Ebene vergeben, zum Beispiel unterhalb von .co.nz. Im Juni 2012 wurde bekannt, dass die neuseeländische Domain Name Commission (DNC) beabsichtigt, künftig nach einer kurzen Testphase auch Second Level Domains anzubieten. Im Oktober 2012 äußerte sich die DNC dann überraschend negativ zu Second-Level-Domains: Eine öffentliche Anhörung habe ergeben, dass es keine Gründe gebe, die bisherige Praxis zu ändern. Noch 2013 soll eine endgültige Entscheidung über das weitere Verfahren gefällt werden, bis Juli können sich Inhaber einer Domain noch zur Einführung von Adressen auf zweiter Ebene äußern. Außerdem wurde eine Studie der Domain Name Commission Limited bekannt, nach der .nz von einer entsprechenden Änderung der Vergabekriterien mittelfristig profitieren würde.
Im Herbst 2013 wurde schließlich bekannt, dass .nz nun doch Domains auf zweiter Ebene einführen will. Medienberichten zufolge wolle die Vergabestelle damit auch die Konkurrenz der neuen Top-Level-Domain .kiwi eindämmen. Mit Einführung von .nz-Domains können Adressen wie .co.nz oder .org.nz weiterhin verwendet werden.

## Weblink
- Homepage. Domain Name Commission, abgerufen am 19. November 2012 (englisch, Vergabestelle der Domains in Neuseeland).